# 스피카
스피카(처녀자리 알파, Spica, Alpha Virginis)는 처녀자리에서 가장 밝고, 밤하늘에서 15번째로 밝은 쌍성이다. 이 항성계는 지구에서 약 250 광년 떨어져 있다. 계 구성원 중 밝은 쪽인 주인별은 항성진화가 진행되어 주계열을 이탈한 청색 거성 또는 준거성이며, 세페우스자리 베타형 변광성이기도 하다.

## 관측 역사
스피카는 히파르코스가 지구의 세차운동을 발견하는 데 도움을 준 별이다. 기원전 3,200년 경 이집트 사람들은 테베 소재 메나트(하토르)에 신전을 세웠는데 여기는 스피카에 방위를 맞추어 설계되었다. 이후 세월이 흐르면서 지구의 세차운동으로 스피카와 신전과의 방위가 어긋난 것을 알게 되었다. 니콜라우스 코페르니쿠스는 세차운동 연구에 필요한 정확한 자료를 구하기 위해 스피카를 많이 관측했다.
오늘날 스피카는 천문학자들의 연구 대상으로 자주 지목되는데, 그 이유는 쌍성계 중에서도 지구에서 비교적 가깝기 때문이다.

## 특징
스피카는 두 개의 항성으로 이루어진 근접 쌍성으로, 둘은 0.12AU 떨어져 있으며 서로를 질량 중심 기준으로 4.0145일에 한 번 공전한다. 이들은 매우 가까이 붙어 있기 때문에 망원경으로도 분리되어 보이지 않는다. 두 별은 공전운동을 하면서 스펙트럼 흡수선에서 도플러 변화를 나타내는데, 이로써 스피카를 분광쌍성으로 정의할 수 있다.
계 구성원의 궤도요소는 분광측정도구를 이용해 알아냈다. 1966년부터 1970년에 걸쳐 나라브리 항성강도간섭계로 스피카 계를 관측했고 공전궤도와 주인별의 시지름을 직접 쟀다. 별의 시지름은 (0.90 ± 0.04) × 10−3 초각이었고, 공전궤도 긴반지름은 (1.54 ± 0.05) × 10−3 초각보다 약간 컸다.
스피카는 회전타원체 변광성으로 식쌍성처럼 서로를 가리지는 않으나 가까이 돌기 때문에 상호 중력으로 별이 상대방을 향해 부풀어올라 찌그러진 모양을 하고 있다. 이 효과로 항성계의 겉보기 등급은 두 별의 1회 공전주기마다 0.03 변한다. 단 이 정도 변화량은 미미하여 시각적으로 알아차리기 어렵다. 두 별 모두 자전이 공전보다 빠르며 공전궤도 이심률이 커서 젊은 항성계임을 알 수 있다. 시간이 더 흐르면 둘의 자전속도는 공전주기와 같아질 것이며 궤도도 원형에 가까워질 것이다.

### 주인별
주인별의 분광형은 B1 III-IV이다. 광도분류 표기로 볼 때 이 별은 준거성과 거성의 중간 단계를 지나고 있으며 더 이상 주계열 단계는 아니다. 질량은 태양의 10배가 넘어가며 반지름은 태양의 7배이다. 밝기는 태양의 1만 2100배이며 짝별보다 8배 더 밝다. 질량으로 미루어 보아 스피카 계의 주인별은 II형 초신성 폭발로 최후를 맞을 것으로 보인다.
주인별은 변광성으로 그 종류는 세페우스자리 베타형 변광성이며, 0.1738일 주기로 밝기가 변한다. 스펙트럼으로 이 별의 시선속도가 일정한 주기를 두고 변화함을 알 수 있는데 이는 별의 표면이 규칙적으로 팽창과 수축을 반복한다는 뜻이다. 주인별은 빠르게 회전하며 속도는 적도에서 초당 199 킬로미터이다.

### 짝별
짝별은 슈트루페-사하드 효과가 나타나는 드문 별이다. 짝별이 공전궤도를 돌면서 분광선에 특이한 변화가 나타나는데, 별이 관측자로부터 멀어지면서 분광선이 가늘어진다. 이는 주인별이 뿜는 항성풍이 짝별이 관측자로부터 물러나면서 내는 빛을 흩어버리기 때문이다. 짝별은 주인별보다 작아서 질량은 태양의 7배, 반경은 3.6배이다. 분광형은 B2 V로 주계열 단계에 있다.

## 가시성

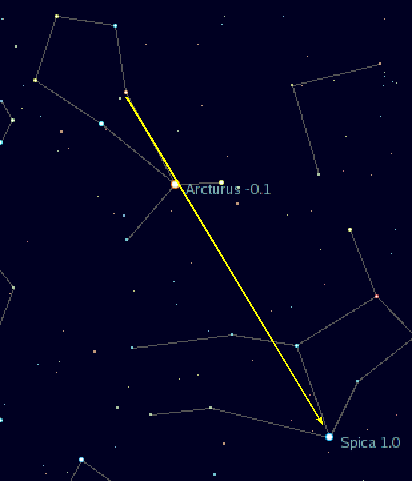
목동자리 로와 아크투루스를 이용하여 스피카를 찾는 방법.

위치가 황도에서 2.05도 거리에 있어서 달이 종종 스피카를 가린다. 드물지만 행성이 스피카를 가리기도 하는데, 1783년 11월 10일 금성이 스피카 앞을 지나간 것이 가장 최근 사건이다. 다음 식 현상은 2197년 9월 2일에 일어날 것이다. 태양은 매년 10월 16일 스피카로부터 북쪽으로 2도 떨어진 곳을 지나가며, 스피카의 신출은 약 2주 후 발생한다. 8년에 한 번 금성은 스피카의 신출지점 근처를 지나가는데, 2009년 11월 3일에는 별로부터 3.5도 북쪽을 지나갔다.
북두칠성의 손잡이 부분과 아크투루스를 잇는 호를 따라 시선을 이동하면, 손잡이와 아크투루스 사이 거리만큼 아크투루스에서 더 밑으로 내려가서 스피카를 찾을 수 있다.

## 어원 및 문화
스피카는 라틴어 spīca virginis에서 왔는데 이는 '처녀의 곡식 밀 이삭'이라는 뜻이다. 영어권에서는 이를 번역하여 Virgin's Spike(처녀의 이삭)으로 표기한다.
아랍어권에서 이 별을 부르는 이름은 여러 개가 있었다. 아지메크(Azimech)는 아랍어 السماك الأعزل (알-시마크 알-아 잘, '보호받지 않는')에서 유래했다. 알라르프는 '포도 따는 사람'이라는 뜻이며 숨발레트는 아랍어 '순불라'(옥수수 이삭)에서 온 이름이다.
요한 바이어는 아리스타(Arista)로 표기했다.
코르넬리우스 아그리파는 저작 Three Books of Occult Philosophy에서 스피카의 카발라 기호 를 헤르메스 트리스메기스투스와 연결했다.
중국 천문학에서는 각수일(角宿一)로 표시했는데 '각수의 첫째 별'이라는 뜻이다. 인도 천문학에서는 '나크샤트라 치트라'로 불렀다.
브라질 국기에 스피카가 있는데 파라 주를 상징한다. 또한 브라질 파라 주의 깃발 가운데에 있는 푸른 별은 스피카를 상징한다.